# Bahram Chobin
Bahram Chobin (Chubin, Chobina) (persisk: بهرام چوبین) var en berømt persisk hærfører i slutningen af det 6. århundrede. Han tilranede sig Sassanid tronen fra Hormizd 4., hvor han herskede i et år kendt som Bahram 6.
Bahram Chobin var en fremtrædende persisk general og senere konge af Sassanid-dynastiet. Han var kendt for sin militære dygtighed og hans korte tid på tronen. Han nedstammede fra Mihrans hus, en af de syv parthiske klaner, og hans første store sejr blev rapporteret i Herat i 589, hvor han besejrede en stor tyrkisk hær i den første Persiske-Tyrkisk krig, selvom hans tropper var i undertal i forhold til de tyrkiske tropper med en ratio på 5:1.
Efter at han havde lidt et mindre nederlag i kampen mod det Byzantinske Rige, blev Bahram ydmyget af kong Hormizd IV, som sendte ham dametøj som en fornærmelse. Bahram vendte tilbage til Persien, hvor han sammen med de vigtigste persiske hære gjorde oprør mod kongen og marcherede mod hovedstaden Ctesiphon. Hormizd blev dræbt, og hans søn, Khosrau II, var ude af stand til at bekæmpe oprørshæren, så han flygtede til byzantinsk territorium, mens Bahram tog tronen som stor konge af Persien.
Bahrams tid som konge var dog kort, da han blev besejret af en stor hær sendt af Khosraus onkel, Vinduyih, og den byzantinske kejser Maurikios. Efter at have mistet Ctesiphon, trak Bahram sig tilbage til Aserbajdsjan, men blev endelig besejret i Slaget ved Blarathon. Han flygtede til Centralasien og bosatte sig i Fergana, men efter et stykke tid blev han dræbt af en snigmorder sendt af Khosrau II.

## Liv

### Liv som general
Bahram Chobin nedstammede fra Mihrans hus, en af de syv parthiske klaner. Hans første store sejr kom i Herat i 589, som er rapporteret i en række kilder. Han besejrede en stor tyrkisk hær i den første Persiske-Tyrkisk krig. Efter sigende var Bahrams tropper i undertal i forhold til de tyrkiske tropper med en ratio på 5:1.

### Konge af Persien
Efter at have lidt et mindre nederlag i kampen mod det Byzantinske Rige ydmygede Hormizd 4. ham og sendte ham dametøj. Herefter gjorde han sammen med de vigtigste persiske hær oprør mod kongen og marcherede mod Ctesiphon. Hormizd blev dræbt og hans søn, Khosrau 2., var ude af stand til at bekæmpe en hær, så han flygtede til byzantinsk territorium, mens Bahram sad på tronen som storkonge af Persien.

### Nederlag
Vinduyih, Khosrau 2.'s onkel, som havde ledsaget ham i eksil, sendte en stor hær, som den byzantinske kejser Maurikios havde beordret, til Armenien for at omringe Bahram, der blev besejret i lavlandet og mistede Ctesiphon. Han trak sig tilbage til Aserbajdsjan, men blev endeligt besejret i Slaget ved Blarathon og flygtede til Centralasien og bosatte sig i Fergana Men efter et stykke tid blev han myrdet af en snigmorder sendt af Khosrau 2..